# 1441
Évszázadok: 14. század – 15. század – 16. század
Évtizedek: 1390-es évek – 1400-as évek – 1410-es évek – 1420-as évek – 1430-as évek – 1440-es évek – 1450-es évek – 1460-as évek – 1470-es évek – 1480-as évek – 1490-es évek
Évek: 1436 – 1437 – 1438 – 1439 –  1440 – 1441 – 1442 – 1443 – 1444 – 1445 – 1446

## Események

### Határozott dátumú események
- április 19. – I. Ulászló magyar király és a Cilleiek megkötik a szombathelyi egyezséget, Cillei Frigyes és Ulrik hűséget fogadnak a királynak.[1]
- március 1. – A király serege vereséget szenved Cillei Ulrik seregétől.[2]
- szeptember 9. előtt – Rozgonyi György tölti be az országbírói tisztet.[3]

### Határozatlan dátumú események
- I. Ulászló király harcai a trón megszilárdítására.
- Ulászló Jiskra János ellen vonul, de Kassa mellett vereséget szenved. Elfoglalja Nagyszombatot és Rozsnyót, Pozsonyt sikertelenül ostromolja.
- Hunyadi János Nándorfehérvár mellett megver egy kisebb török sereget.
- Lázadás Mayapanban, a maja civilizáció széthullása városállamokra.
- A Krími Tatár Kánság litván segítséggel kinyilvánítja függetlenségét az Arany Hordától.

## Születések
- I. Federico Gonzaga Mantova őrgrófja († 1484)

## Halálozások
- április 1. – I. Blanka navarrai királynő (* 1387)